# Helen Johns
Helen Johns (n. 25 septembrie 1914, Boston, Massachusetts, SUA – d. 23 iulie 2014, Sumter, Carolina de Sud, SUA) a fost o înotătoare ce a reprezentat Statele Unite ale Americii, medaliată olimpică. A participat la o ediție a Jocurilor Olimpice (1932) în care a câștigat două medalii de aur.